# كيك ماسنجر
«الكيك ماسنجر» (بالإنجليزية: Kik Messenger)‏ هو تطبيق مراسلة فورية مجاني للهواتف النقالة. التطبيق متوفر مجانًا على أنظمة تشغيل آي أو إس وأندرويد، وهو من شركة كيك إنتراكتيف الكندية، يستخدم البرنامج خطة بيانات الهاتف الذكي أو شبكة واي-فاي لإرسال واستقبال الرسائل والصور ومقاطع الفيديو والرسومات وصفحات الويب للجوال ومحتويات أخرى بعد أن يقوم المستخدمون بتسجيل اسم مستخدم. يُعرف كيك بميزاته التي تحافظ على سرية هوية المستخدمين، مثل السماح للمستخدمين بالتسجيل دون الحاجة إلى تقديم رقم هاتف أو عنوان بريد إلكتروني صالح، ومع ذلك، لا يستخدم التطبيق التشفير من طرف إلى طرف، وتقوم الشركة أيضًا بتسجيل عناوين IP للمستخدم، والتي يمكن استخدامها لتحديد مزود خدمة الإنترنت للمستخدم والموقع التقريبي. يتم تسليم هذه المعلومات وكذلك المحادثات «المبلغ عنها» بشكل منتظم بناءً على طلب منظمات إنفاذ القانون، وفي بعض الأحيان دون الحاجة إلى أمر من المحكمة.
في الأصل، كان من المقرر أن يكون كيك تطبيقًا لمشاركة الموسيقى قبل أن يصبح للمراسلة، مما يوفر للمستخدمين بإيجاز القدرة على إرسال عدد محدود من الرسائل النصية القصيرة مباشرة من التطبيق. خلال الخمسة عشر يومًا الأولى بعد إعادة إصدار كيك كتطبيق مراسلة، تم إنشاء أكثر من مليون حساب. في مايو 2016، أعلن كيك ماسنجر أن لديه ما يقرب من 300 مليون مستخدم مسجل، وأنه تم استخدامه من قبل ما يقرب من 40٪ من المراهقين في الولايات المتحدة.
أعلن كيك ماسنجر في أكتوبر 2019 عن توقيعه خطاب نوايا مع ميديالاب، متبوعًا بإعلان أن كيك إنتراكتيف سوف تخفض عدد موظفيها من 100 إلى 19 موظف. تمتلك ميديالاب العديد من تطبيقات الجوال.

## التاريخ
تأسست Kik Interactive في عام 2009 من قبل مجموعة من الطلبة من جامعة واترلو في كندا؛ حيث كانوا يرغبون بإنشاء تقنيات جديدة لاستخدامها على الهواتف الذكية المحمولة، Kik Messenger هو أول تطبيق تم تطويره بواسطة Kik Interactive، وتم إصداره في 19 أكتوبر 2010. في غضون 15 يومًا من إطلاقه، وصل Kik Messenger إلى مليون مستخدم مسجل، مع حساب تويتر كمحفز لشعبية التطبيق الجديد.
في 24 نوفمبر 2010، قامت ريسيرتش إن موشن (RIM) بإزالة كيك ماسنجر من برامج بلاك بيري وقيدت وظائف البرنامج لمستخدميه. كما رفعت RIM أيضًا دعوى قضائية ضد كيك إنتراكتيف بسبب انتهاك براءات الاختراع وإساءة استخدام العلامات التجارية. في أكتوبر 2013، قامت الشركات بتسوية الدعوى، مع عدم الكشف عن الشروط.
في نوفمبر 2014، أعلنت كيك عن جولة تمويل بقيمة 38.3 مليون دولار من السلسلة C وأول عملية استحواذ لها، بشراء GIF Messenger. كان التمويل من فاليانت كابيتال بارتنرز وشركاء الألفية للتكنولوجيا وإس في انجل. بحلول هذا الوقت، كان كيك قد جمع ما مجموعه 70.5 مليون دولار.
في 16 أغسطس 2015، تلقت Kik استثمارًا بقيمة 50 مليون دولار من شركة الإنترنت الصينية العملاقة تينسنت، الشركة الأم لخدمة المراسلة الصينية الشهيرة وي تشات. حقق الاستثمار للشركة قيمة تُقدر بمليار دولار. صرح الرئيس التنفيذي للشركة تيد ليفينجستون بتطلعات كيك لتصبح "WeChat of the West" وقال إن جذب المستخدمين الأصغر سنًا كان جزءًا مهمًا من إستراتيجية الشركة.
في عام 2017، قررت كيك عدم تقديم المزيد من تمويل رأس المال الاستثماري، وبدلاً من ذلك، جمعت ما يقرب من 100 مليون دولار في عرض عملات أولية رفيعة المستوى (ICO) على إيثريوم. في هذا البيع الجماعي، باعوا الرموز الرقمية "Kin" للمساهمين.
في نوفمبر 2017، تم إزالة كيك ماسنجر بصمت من متجر ويندوز. اعتبارًا من 23 يناير 2018، لم يقدم المطورون ولا مايكروسوفت بيانًا أو شرحًا حول إزالة التطبيق.
في يونيو 2018، تم إصدار Kin Coin رسميًا على منصة Kik في إصدار تجريبي.
في يوليو 2018، أصدرت مؤسسة Kin Foundation تطبيق Kinit التجريبي على متجر Google Play، والذي يقتصر على المقيمين في الولايات المتحدة فقط. يقدم طرقًا مختلفة لكسب وإنفاق عملة Kin محليًا؛ على سبيل المثال، يمكن للمستخدم إجراء استبيانات بسيطة لكسب Kin وإنفاقها على السلع الرقمية مثل بطاقات الهدايا.
في سبتمبر 2019، أعلن تيد ليفينجستون، الرئيس التنفيذي والمؤسس لشركة كيك، في منشور مدونة أنه سيتم إغلاق كيك ماسنجر في 19 أكتوبر 2019 للتركيز بشكل أكبر على عملة Kin أثناء خوض معركة قانونية مستمرة مع هيئة الأوراق المالية والبورصات الأمريكية. كما أُعلن أنه سيتم تسريح أكثر من 100 موظف. ومع ذلك، فإن إعلانًا في 13 أكتوبر 2019، تراجع في النهاية عن قرار إغلاق كيك وأُعلن أن التطبيق سيبقى. في أكتوبر 2019، أعلن Kik في مدونته أن Medialab استحوذت على Kik Messenger.

## ميزات
تُعتبر خدمة عدم الكشف عن الهوية هي عامل الجذب الرئيسي لكيك والتي تميزه عن باقي تطبيقات المراسلة الأخرى، للتسجيل في خدمة كيك، يجب على المستخدم إدخال الاسم الأول والأخير وعنوان البريد الإلكتروني وتاريخ الميلاد (والذي يجب أن يوضح أن عمر المستخدم لا يقل عن 13 عامًا )، واختيار اسم مستخدم. لا تتطلب عملية التسجيل إدخال رقم هاتف (على الرغم من أن المستخدم لديه خيار إدخال رقم واحد)، على عكس بعض خدمات المراسلة الأخرى والتي تتطلب من المستخدم توفير رقم هاتف محمول فعّال.
ذكرت صحيفة نيويورك تايمز أنه وفقًا لتطبيق القانون، فإن ميزات إخفاء الهوية في كيك تتجاوز تلك الموجودة في التطبيقات الأكثر استخدامًا. اعتبارًا من فبراير 2016، قال دليل كيك لإنفاذ القانون أن الشركة لا يمكنها تحديد موقع حسابات المستخدمين بناءً على الاسم الأول والأخير وعنوان البريد الإلكتروني و/أو تاريخ الميلاد؛ مطلوب اسم المستخدم الدقيق لتحديد موقع حساب معين. وذكر الدليل كذلك أن الشركة لا تملك حق الوصول إلى المحتوى أو «بيانات المستخدم التاريخية» مثل الصور الفوتوغرافية ومقاطع الفيديو ونص المحادثات، وأن الصور ومقاطع الفيديو يتم حذفها تلقائيًا بعد وقت قصير من إرسالها. كمية محدودة من البيانات يمكن الوصول إليها من حساب معين (محدد باسم المستخدم)، ويتضمن ذلك الاسم الأول والأخير وتاريخ الميلاد وعنوان البريد الإلكتروني والرابط للصورة الشخصية الحالية والمعلومات المتعلقة بالجهاز ومعلومات موقع المستخدم مثل عنوان بروتوكول الإنترنت، ويمكن الاحتفاظ بهم لمدة 90 يومًا في حال استلام أمر من جهة القانون. كما تم الاستشهاد بإخفاء هوية كيك كإجراء وقائي لحماية المستخدمين بحسن نية، من حيث أن «المستخدمين لديهم أسماء شاشة؛ والتطبيق لا يشارك أرقام الهواتف أو عناوين البريد الإلكتروني».
قدم كيك العديد من ميزات المستخدم الجديدة في عام 2015، بما في ذلك متصفح ملء الشاشة في الدردشة حيث يسمح للمستخدمين العثور على المحتوى ومشاركته من الويب؛ وهي ميزة تتيح للمستخدمين إرسال مقاطع فيديو مسجلة مسبقًا في كيك ماسنجر لنظامي أندرويد وآي أو إس؛ و«رموز كيك» التي تخصص لكل مستخدم رمزًا فريدًا مشابهًا لرمز الاستجابة السريعة، مما يسهل الاتصال والدردشة مع المستخدمين الآخرين. انضم كيك إلى Virtual Global Taskforce، وهي منظمة عالمية لمكافحة إساءة معاملة الأطفال، في مارس 2015. بدأ كيك باستخدام برنامج فوتو دي إن ايه من مايكروسوفت في مارس 2015 لتعديل الصور التي أضافها المستخدمون مسبقًا. في نفس الشهر، أطلقت كيك خاصية التقاط فيديو أصلي مما يسمح للمستخدمين بتسجيل ما يصل إلى 15 ثانية في نافذة الدردشة. في أكتوبر 2015، دخلت كيك في شراكة مع Ad Council كجزء من حملة لمكافحة البلطجة. ظهرت الحملة على التطبيق وأصدرت كيك ملصقات بالتعاون مع الحملة. أصدرت كيك ميزة لإرسال صور GIF كرموز تعبيرية في نوفمبر 2015. أضاف كيك برنامج SafePhoto إلى ميزات الأمان الخاصة به في أكتوبر 2016 والذي «يكتشف صور استغلال الأطفال المعروفة ويبلغ عنها ويحذفها» المرسلة عبر المنصة. دخلت كيك في شراكة مع ConnectSafely في عام 2016 لإنتاج «دليل الوالدين» وانضمت إلى The Technology Coalition، وهي مجموعة مناهضة للاستغلال الجنسي شملت فيسبوك وجوجل وتويتر ولينكد إن.

## الحماية والأمان
في 4 نوفمبر 2014، سجل كيك نقطة واحدة من أصل 7 نقاط على بطاقة أداء الرسائل الآمنة لمؤسسة الحدود الإلكترونية. تلقى كيك نقطة للتشفير أثناء النقل ولكنه فقد نقاطًا لأن الاتصالات غير مشفرة بمفتاح لا يستطيع الموفر الوصول إليه، ولا يمكن للمستخدمين التحقق من هويات جهات الاتصال، والرسائل السابقة ليست آمنة في حالة سرقة مفاتيح التشفير، ويكون الرمز غير مفتوح للمراجعة المستقلة، وتصميم الأمان غير موثق بشكل صحيح، ولم يكن هناك تدقيق أمني حديث مستقل.

## الجوائز والاعترافات
في 1 أكتوبر 2014، تم منح سوني ميوزيك وكيك إنتراكتيف جائزة سمارتيز من قبل جمعية تسويق المحمول (MMA) عن حملتهما العالمية لتسويق الموسيقى مع ون دايركشن. في أكتوبر 2016، تم تكريم الرئيس التنفيذي للشركة «تيد ليفينجستون» كأفضل مبتكر تقني في تورنتو من قبل تورنتو لايف لعمله مع كيك. تم الاعتراف أيضًا بـ ليفينجستون لكونه واحد من «أكثر الأشخاص إبداعًا في مجال الأعمال» في قائمة فاست كومباني لعام 2017.

## وصلات خارجية
- الكيك ماسنجر على موقع Google Play (الإنجليزية)
- الموقع الإلكتروني